# Mésange à dos marron
Poecile rufescens
Espèce
Statut de conservation UICN

 LC  : Préoccupation mineure
Synonymes
- Parus rufescens

La mésange à dos marron (Poecile rufescens) est une espèce de passereaux de la famille des Paridae.
On la trouve dans la région Nord-Ouest Pacifique d'Amérique du Nord, du sud de l'Alaska au sud-ouest de la Californie. Elle est sédentaire au sein de son territoire, avec quelques mouvements saisonniers lorsque les oiseaux se déplacent en bandes sur de courtes distances à la recherche de nourriture. Ils se déplacent généralement vers les plaines de la région au début de l'hiver et remontent en altitude au début de l'été.
Il s'agit d'une petite mésange, de 11,5 à 12,5 cm de long avec un poids de 8,5 à 12,6 g. La tête est noirâtre, brun foncé avec des joues blanches, le dos est brun-roux vif, les plumes des ailes sont gris foncé avec des franges plus pâles. Le dessous est blanc gris avec des flancs roux ou gris pâle.
Elle se déplace souvent dans les forêts en groupes mixtes et on les voit souvent dans de grands groupes avec des mésanges buissonnières et les parulines.

## Sous-espèces
D'après Alan P. Peterson, il en existe trois sous-espèces :
- Poecile rufescens barlowi (Grinnell, 1900)
- Poecile rufescens neglectus (Ridgway, 1879)
- Poecile rufescens rufescens (J.K. Townsend, 1837)

## Galerie

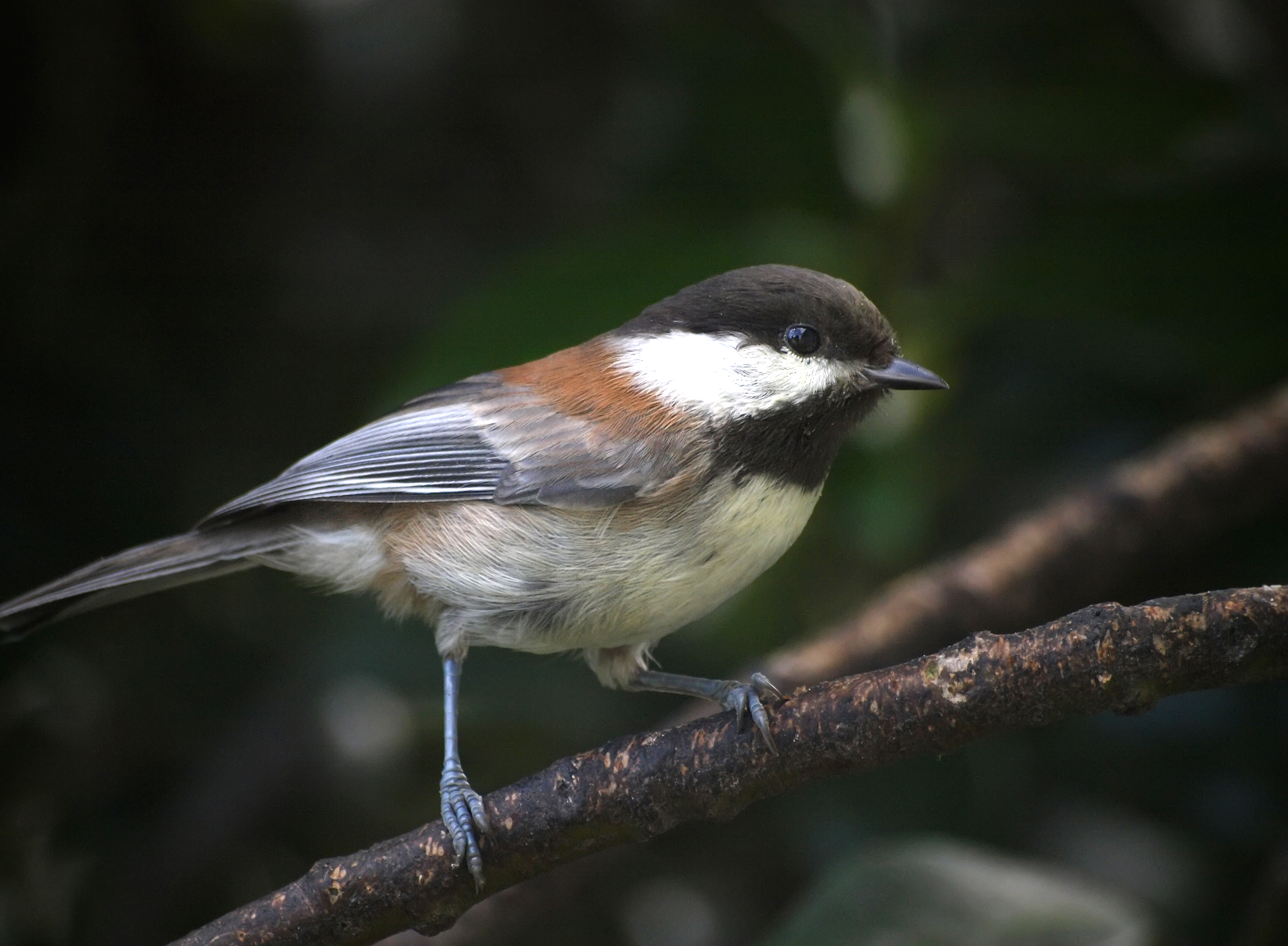
P. rufescens barlowi
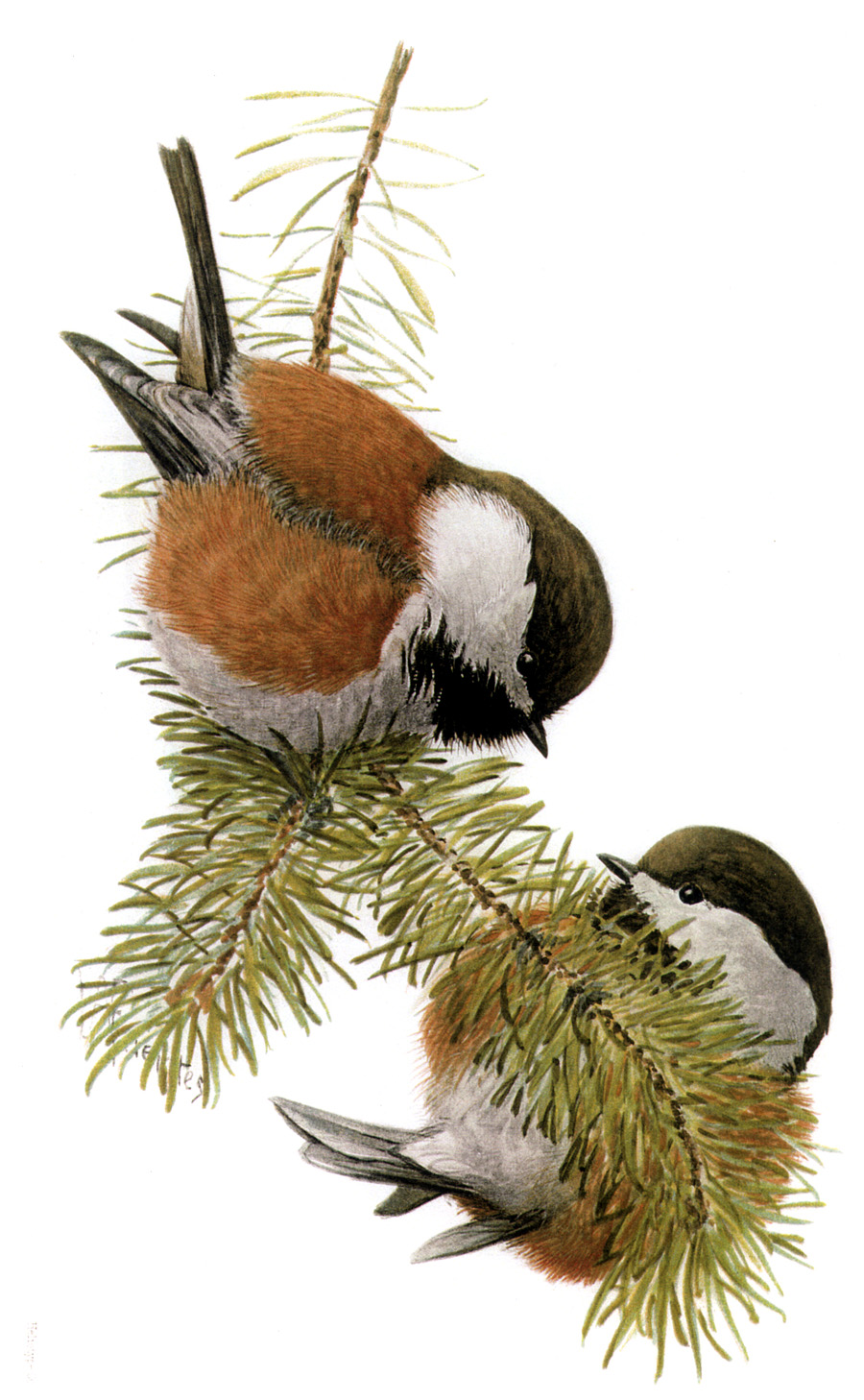
P. rufescens rufescens